# Gampong Meulum
Gampong Meulum is een bestuurslaag in het regentschap Bireuen van de provincie Atjeh, Indonesië. Gampong Meulum telt 990 inwoners (volkstelling 2010).